# Domaine d'Uwajima
 (mai 2019).
Si vous disposez d'ouvrages ou d'articles de référence ou si vous connaissez des sites web de qualité traitant du thème abordé ici, merci de compléter l'article en donnant les références utiles à sa vérifiabilité et en les liant à la section « Notes et références ».
Le domaine d'Uwajima (宇和島藩, Uwajima) est un domaine féodal situé dans la province d'Iyo (de nos jours préfecture d'Ehime) durant l'époque d'Edo. Il est dirigé de 1608 à 1613 par le clan Tomita. Après une brève période de contrôle comme territoire du tenryō, le domaine passe entre les mains du clan Date. Le fondateur en est Date Hidemune (1591-1658), premier fils de Date Masamune (1567-1636). Hidemune ne peut hériter de la position de son père comme chef du principal clan Date car il est né d'une concubine, aussi des arrangements sont-ils élaborés pour que Hidemune conserve ce han à compter de 1615, loin des terres du principal clan Date au nord du Japon.

Mon (blason).

Durant la période du Bakumatsu, Date Munenari (1818-1892) est le daimyo de la huitième génération et une éminente figure du personnel politique à l'échelle nationale. Mune'e Date, daimyo de la neuvième génération, lui succède avant l'abolition du système han en 1871.

## Liste des daimyos
- Clan Tomita (120 000 koku, 1608-1613)

1. Tomita Nobutaka

- Tenryō (1613-1614)
- Clan Date (100 000 → 70 000 koku, 1614-1871)

1. Date Hidemune
2. Date Munetoshi
3. Date Muneyoshi
4. Date Muratoshi
5. Date Muratoki
6. Date Muranaga
7. Date Munetada
8. Date Munenari
9. Date Mune'e

## Source de la traduction
- (en) Cet article est partiellement ou en totalité issu de l’article de Wikipédia en anglais intitulé « Uwajima Domain » (voir la liste des auteurs).